# مدرسة سان سير العسكرية
مدرسة سان سير العسكرية مدرسة فرنسية للتعليم العالي العسكري.
تُخرج المدرسة ضباط الجيش البري، وبعض ضباط الشرطة الوطنية. هي واحدة من مدارس سان سير كويتكيدان، الموجودة في أقليم موربيهان التابعة لمنطقة بريتاني.
شعار هذه المدارس : يتعلمون لينتصروا.

## تاريخ المدرسة

### فترة حكومة القناصل والإمبراطورية
أوجدت المدرسة التخصصية العسكرية بموجب قانون 11 فلوريال من السنة العاشرة، الموافق 1 أيار 1802، بأمر من القنصل الأول نابليون بونابرت، الذي أقامها في البداية في شاتو لافونتين بلو (قرار 8 بلوفيوز السنة الحادية عشرة، 28 كانون الثاني 1803). ثم نُقلت عام 1806 إلى سان سير ليكول (إيفلين).
بعد تتويج نابليون إمبراطوراً غير اسم المدرسة عام 1804 إلى المدرسة الإمبراطورية الحربية. بدأ انتساب الطلاب إليها بشكل منتظم وسنوي اعتباراً من عام 1818.